# INSPIRE
 For alternative betydninger, se INSPIRE (flertydig). (Se også artikler, som begynder med INSPIRE)
INSPIRE eller INfrastructure for SPatial InfoRmation in Europe er et EU-initiativ baseret på et EU-direktiv, som med udgangspunkt i miljøområdet omfatter etablering af en digitalt GIS-baseret infrastruktur for geografisk information i Europa.
Følgende infrastruktur-principper ligger til grund for INSPIRE-direktivet: 
- Data skal kun indsamles én gang.
- Data skal vedligeholdes, hvor det gøres mest effektivt.
- Det skal være let at få overblik over, hvilke data og nettjenester der findes.
- Data skal kunne anvendes sammen, uanset hvor de kommer fra.
- Der skal være gode betingelser, der sikrer, at data kan blive brugt af mange i mange sammenhænge.

Baggrunden for INSPIRE
Baggrunden for INSPIRE-direktivet er at opdaterede geografiske informationer  (geodata) er en stadig vigtigere forudsætning for den offentlige forvaltning såvel som for tilpasning af tjenesteydelser. Herudover er adgang til troværdig geografisk information også en forudsætning for at håndtere kriser. Direktivet har til formål at etablere en infrastruktur for geodata - altså tilvejebringe strukturer der sikrer adgang til de værdifulde geografiske informationer, der findes i medlemslandende.  
Infrastruktur for geografisk information i det Europæiske fællesskab (INSPIRE) er etableret for at:
- Fastsætte de generelle regler med henblik på at opbygge en infrastruktur for geografisk information i Det Europæiske Fællesskab (INSPIRE) til brug for fællesskabets miljøpolitik og for politikker eller aktiviteter, der kan få virkninger for miljøet.
- Sikre at infrastrukturer for geografisk information, der er oprettet og drives af medlemsstaterne, er kompatible og anvendelige i fællesskabssammenhæng og på tværs af grænser.

Det langsigtede mål med INSPIRE-initiativet er at kunne etablere en forpligtende ramme for geografisk infrastruktur i Europa, hvor geografiske data kan anvendes både lokalt, nationalt og på europæisk niveau samt på tværs af sektorer (miljø, transport, landbrug, sundhed, m.fl.).  
INSPIRE-direktivet trådte i kraft den 15. maj 2007 med en samlet realiseringsperiode på 12 år. Nærmere information om INSPIRE's tidsplan kan findes her (Webside ikke længere tilgængelig). 
Geodatastyrelsen er ansvarlig for INSPIRE-arbejdet i Danmark, som gennemføres med deltagelse af stat, regioner og kommuner samt medinddragelse af den private sektor, interesseorganisationer, m.fl.

## Eksterne links
- Inspire Danmark – officiel website
- Redegørelse om den geografiske infrastruktur 2007 – fra Kort & Matrikelstyrelsen, 18. januar 2008 Arkiveret 24. oktober 2008 hos  Wayback Machine
- Europa-Parlamentets og Rådets direktiv 2007/2/EF af 14. marts 2007 om opbygning af en infrastruktur for geografisk information i Det Europæiske Fællesskab (Inspire) (Webside ikke længere tilgængelig)